# Задняя кромка крыла
Задняя кромка крыла — крайний задний силовой элемент крыла, проходящий по всей его длине. Поток воздуха, огибающий профиль у передней кромки крыла в один момент времени, сходится в прежнюю неразрывную струю у задней кромки крыла. Именно на задней кромке расположены основные органы управления самолётом, позволяющие регулировать поток воздуха, обтекающий крыло.
Например, если выпустить закрылки, задняя кромка крыла становится ниже. Более низкая задняя кромка увеличивает угол между линией хорды и относительным ветром. Такое увеличение угла атаки увеличивает подъёмную силу. Более того, при низкой задней кромке увеличивается кривизна этой части крыла, что приводит к увеличению скорости потока воздуха над верхней поверхностью крыла. Благодаря увеличению угла атаки и кривизны закрылки обеспечивают более мощную подъёмную силу при той же воздушной скорости.
На задней кромке крыла часто устанавливают элероны для управления углом крена самолёта. На задней кромке стабилизатора, который сходен с профилем основного крыла, устанавливают рули высоты. На задней кромке самолётов без горизонтального хвостового оперения («бесхвостка» или «летающее крыло») располагают элевоны.
Другие элементы механизации крыла, которые могут располагаться на задней кромке крыла самолёта:
- Триммер
- Сервокомпенсатор
- Антикомпенсатор
- Закрылок
- Статический разрядник крыла